# Юрій Олефіренко (десантний корабель)
«Юрій Олефіренко» (L401, з 1996 по 2018 р. — U-401, до 1996 р. «СДК-137»; з 1996 по 2016 — «Кіровоград») — середній десантний корабель ВМС України проєкту 773, за класифікацією НАТО — десантний корабель класу Polnocny-C.
Корабель названий ім'ям Юрія Олефіренка — капітана I рангу Збройних сил України, командира 73-го морського центру спеціального призначення (2014—2015).
Постійне місце базування — військовий порт міста Очаків.

## Історія

### У військово-морському флоті СРСР
Середній десантний корабель «СДК-137» було збудовано на Гданській Північній корабельні, що у Польщі. Корабель було спущено на воду 31 грудня 1970 року, а 31 травня 1971 «СДК-137» було прийнято до складу 39-ї дивізії морських десантних сил (39-та ДІМДС), яка базувалася на Кримській військово-морській базі (Донузлав).

#### Війна Судного дня
Восени 1973 року корабель у складі Середземноморської ескадри, маючи на борту підрозділ морської піхоти, знаходився в зоні збройного конфлікту Ізраїлю та Єгипту. Під час цього бойового походу екіпажем корабля була відбита атака ізраїльського F-4 Phantom. Літак було збито, а один член екіпажу був нагороджений радянським орденом Червоної Зірки. Проте за офіційними даними сайту ПС Ізраїлю, 16 жовтня 1973 року жодного винищувача-бомбардувальника типу F-4E Fantom втрачено не було.

### У складі Військово-морських сил України

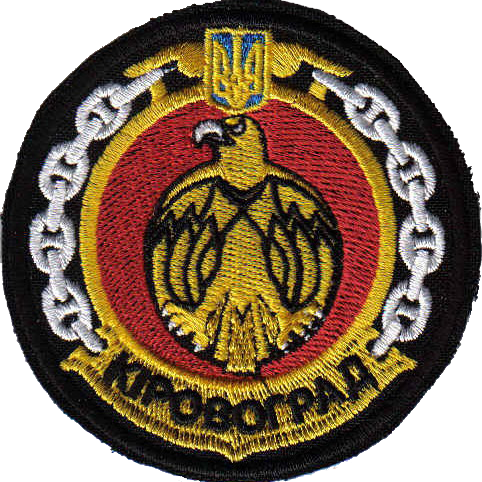
Колишня емблема

По розділу Чорноморського флоту СДК-137 у квітні 1994 року відійшов до України, де отримав найменування U-401 «Кіровоград». З 10 січня 1996 року — у складі ВМС України.
1998 р. корабель зарахувалии до складу другої бригади десантних кораблів і передислокували для ремонту в Балаклавський судноремонтний завод «Металіст». Брав участь у серії міжнародних навчань. У 2001 році пройшов середній ремонт, наприкінці 2008 року — поточний ремонт.
21 березня 2014-го корабель захопили російські війська, але 19 квітня у результаті успішних переговорів російська сторона повернула його Україні. Буксири перевезли його до Одеси.
3 липня 2016, у День ВМС України, перейменований на честь Юрія Олефіренка, українського військовика і капітана I рангу, який загинув у січні 2015 року від мінометного обстрілу біля Маріуполя під час війни на сході України.
23 травня 2018 року корабель разом із бронекатерами «Аккерман» та «Вишгород» взяв участь у святкуванні сотої річниці морської піхоти України. Одночасно чорні берети на берети кольору морської хвилі змінили морпіхи на бойових позиціях поблизу населених пунктів Широкине, Лебединське, Водяне, Чормалик, на адміністративному кордоні з тимчасово окупованою територією Криму — на Чонгарі, на узбережжях Чорного й Азовського морів, а також на борту середнього десантного корабля «Юрій Олефіренко».
Наразі корабель базується в Очакові.
7 червня 2019 року корабель зайшов до акваторії Миколаївського судноремонтного заводу. Планували провести ремонт зовнішньої обшивки та конструкцій корпусу судна, головного двигуна та дизель-генераторів, електромеханічної частини, дейдвудної та гвинто-стернової системи, якірно-швартового пристрою та інших систем. На початок вересня за графіком завершується ремонт системи головного двигуна та дизель-генераторів. Також за планом — ремонт носової артилерійської установки АК-230 й відновлення конструкцій та механізмів десантної апарелі.
16 січня 2020 завершився ремонт корабля, згідно з планом ремонту корабля виконали ремонт системи головного двигуна та дизель-генераторів, носової артилерійської установки АК-230, конструкцій та механізмів десантної апарелі. Запізнення було викликане через додатковий обсяг робіт, що необхідно було провести після виявлення проблем в одній із систем.
У 2020 році корабель пройшов доковий ремонт для відновлення корпусу корабля, а також його донно-забірної апаратури.
1 липня 2020 року середній десантний корабель (СДК) «Юрій Олефіренко» (L401) став у док ДП «Миколаївський суднобудівний завод» ДК «Укроборонпром» (МСЗ) для виконання ремонтних робіт.
Для ремонту корабель завели у спеціальний плавучий док, що спеціалізується на ремонті такого класу кораблів.
Плавучий док Миколаївського суднобудівного заводу має наступні характеристики: 
Довжина стапель-палуби, м — 139,50. 
Ширина проміж колонами, м — 24,60. 
Вантажність, т — 7000
30 листопада 2020 року середній десантний корабель ВМС ЗС України «Юрій Олефіренко» повернувся на службу після докового ремонту.
У листопаді 2021 року долучився до міжнародних навчань у Чорному морі за участі флотів США, Румунії та Туреччини[джерело?].

### Російсько-українська війна
На початку червня 2022 року російська пропаганда поширила відео артилерійського обстрілу гавані в Очакові, де стояли декілька цивільних суден та кораблів ВМС України, зокрема — середній десантний корабель «Юрій Олефіренко».
Із цього епізоду видання Defense Express зробило висновок, що в Очакові стоїть залога українських військ, яка заважає російським загарбникам відкрити водне сполучення з окупованим ним Херсоном, адже гавань Очакова є точкою, на якій «замикаються» виходи одразу з чотирьох портів на півдні України — «Миколаїв», «Ніка-Тера», «Ольвія» та «Херсон».
23 червня 2022 року корабель відзначений почесною відзнакою «За мужність та відвагу».
29 жовтня 2022 року було поширено відео (дата зйомки невідома), на якому корабель веде вогонь з БМ-14.
Станом на березень 2023 року на кораблі демонтовані 2 установки БМ-14, та замість них установлена одна установка БМ-21.
31 травня 2023 року Міністерство оборони Росії заявило, що корабель було знищено двома днями раніше. Речник Міноборони РФ Ігор Конашенков стверджував, що корабель був уражений «високоточною зброєю» — терміном, який він часто використовує для позначення ракет.
Військово-морські сили України повідомили журналістам, що відмовляються коментувати будь-які заяви Росії і загалом не обговорюють подібні втрати публічно.
Фредерік Мертенс та Пол ван Гофт з Гаазького центру стратегічних досліджень заявили в коментарі для Newsweek, що, хоча можливо, корабель і був безпосередньо уражений протикорабельною ракетою, але не затонув, втрата «Юрія Олефіренка» матиме «майже нульовий вплив» на військово-морські можливості України. Український флот здебільшого покладається на катери швидкого реагування, а цей застарілий корабель мав обмежену цінність у десантних операціях на анексованому кримському узбережжі.
Випуск Military Balance за 2025 рік від Міжнародного інституту стратегічних досліджень не згадує «Юрія Олефіренка» у переліку кораблів ВМС України.

## Назва
2 липня 2016 року указом Президента України Петра Порошенка середній десантний корабель «Кіровоград» отримав нову назву  — Юрій Олефіренко. Названий на честь Юрія Олефіренка, капітана I рангу Збройних сил України, командира 73-го морського центру спеціального призначення Військово-морських сил ЗС України (2014—2015) «За особисті заслуги перед Батьківщиною».

## Командири
Цим десантним кораблем в складі ВМС України командували:
- капітан-лейтенант Андрій Білан
- капітан 3 рангу Ігор Пац
- капітан 3 рангу Юрій Тараненко
- капітан-лейтенант Роман Гладкий
- капітан 3-го рангу Дмитро Коваленко
- капітан 3-го рангу Василь Огаренко
- капітан 3-го рангу Юрій Вицький

## Галерея

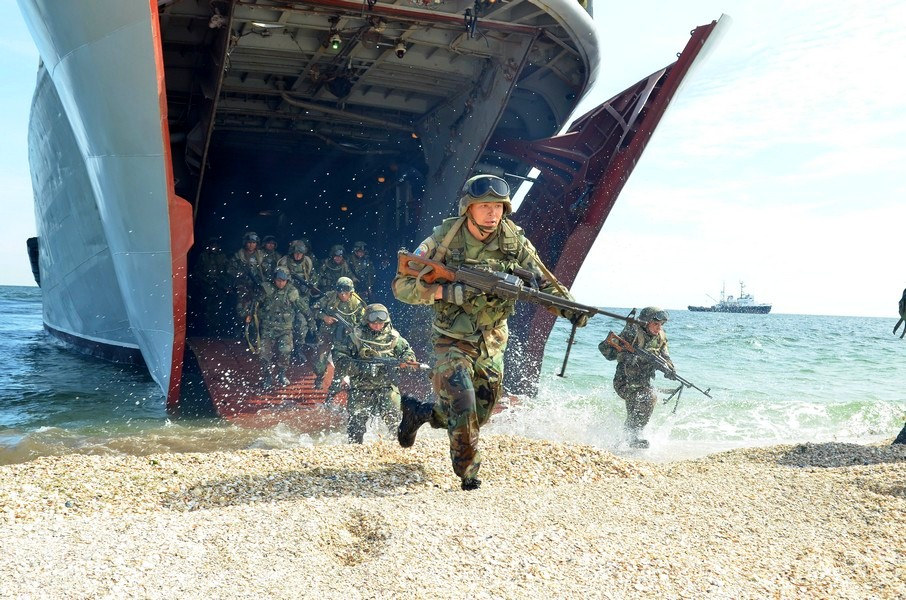
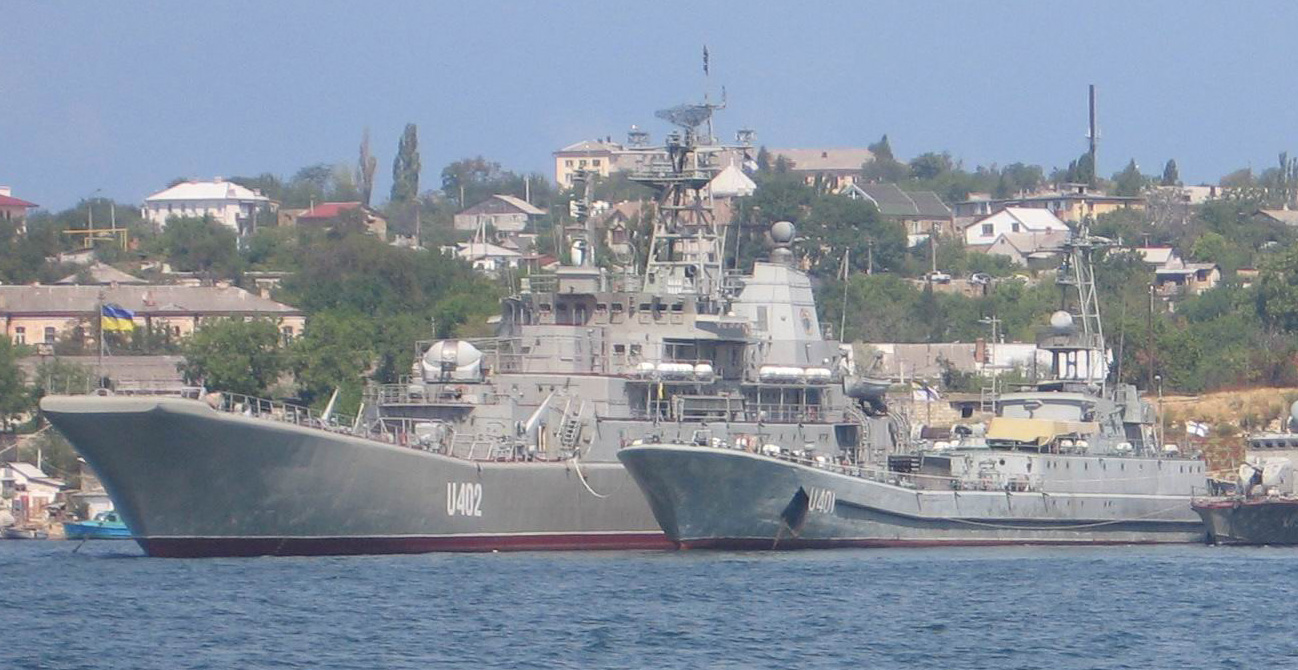
«Костянтин Ольшанський» (зліва, більший) та «Юрій Олефіренко» (справа) у Севастополі
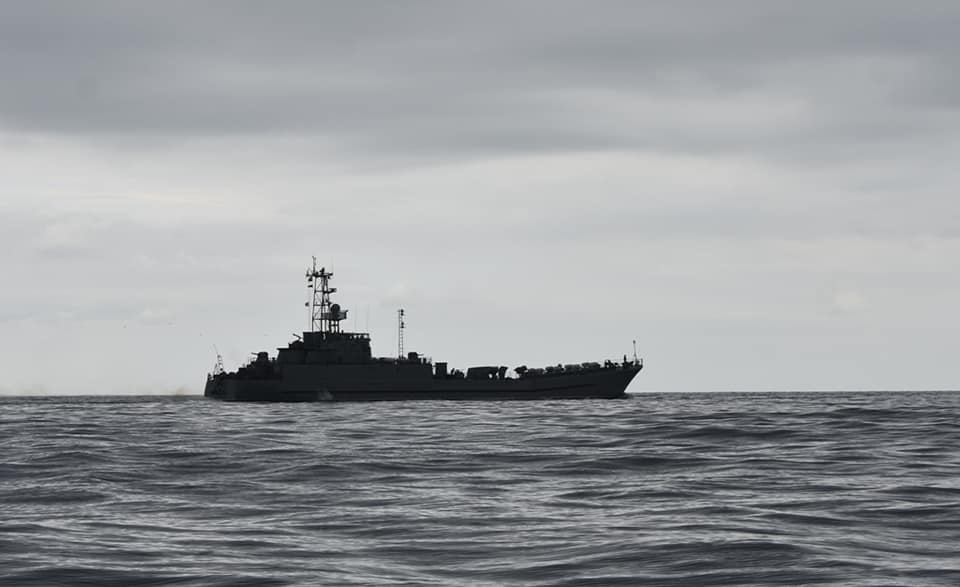
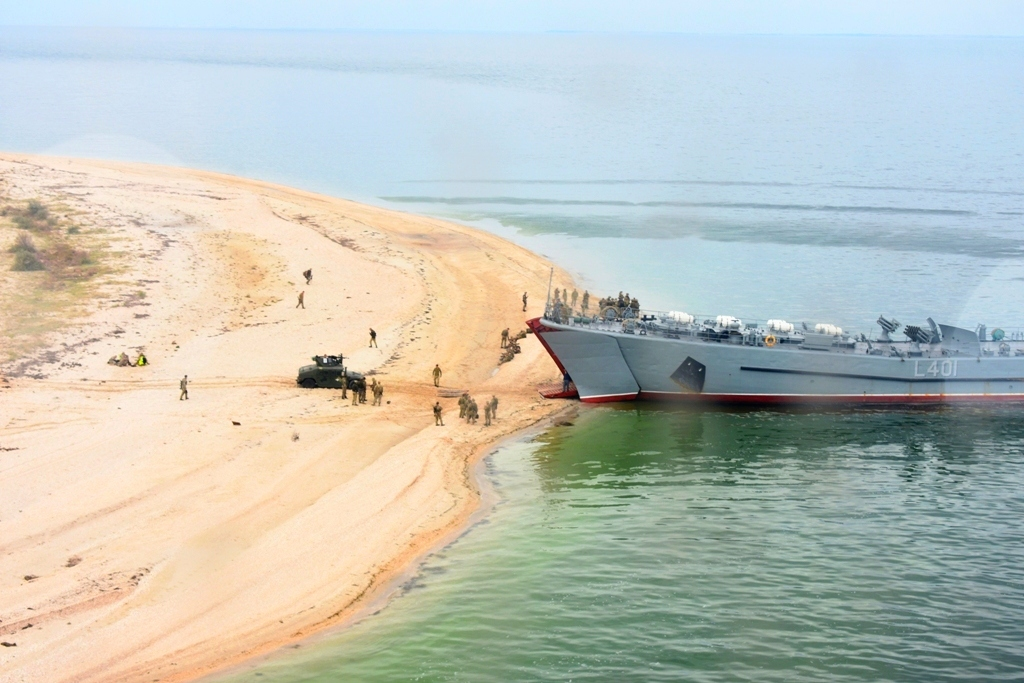
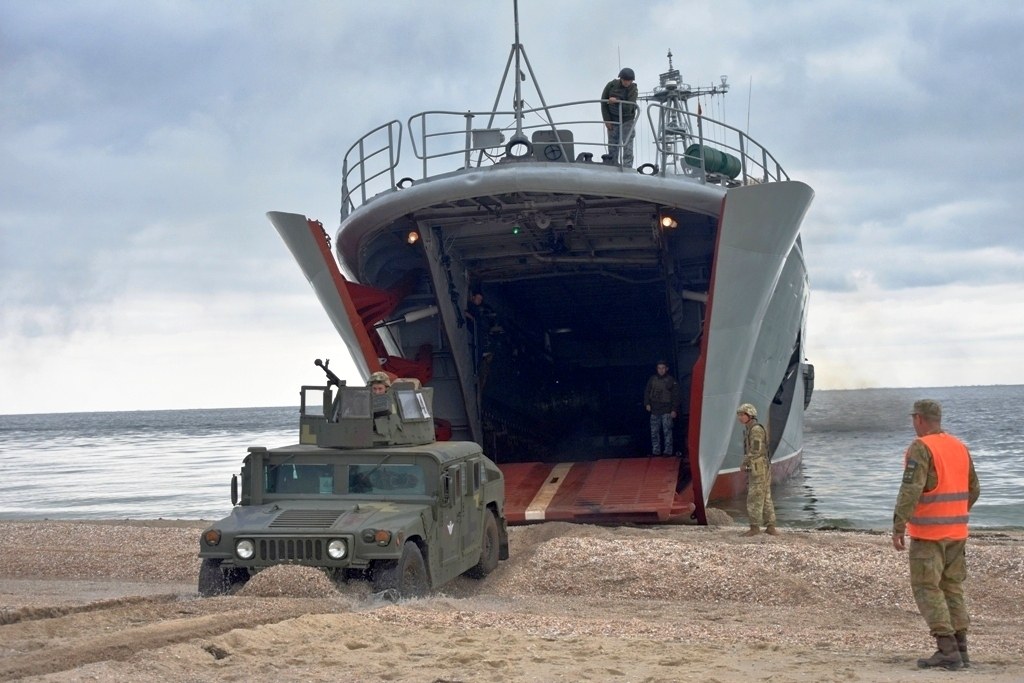
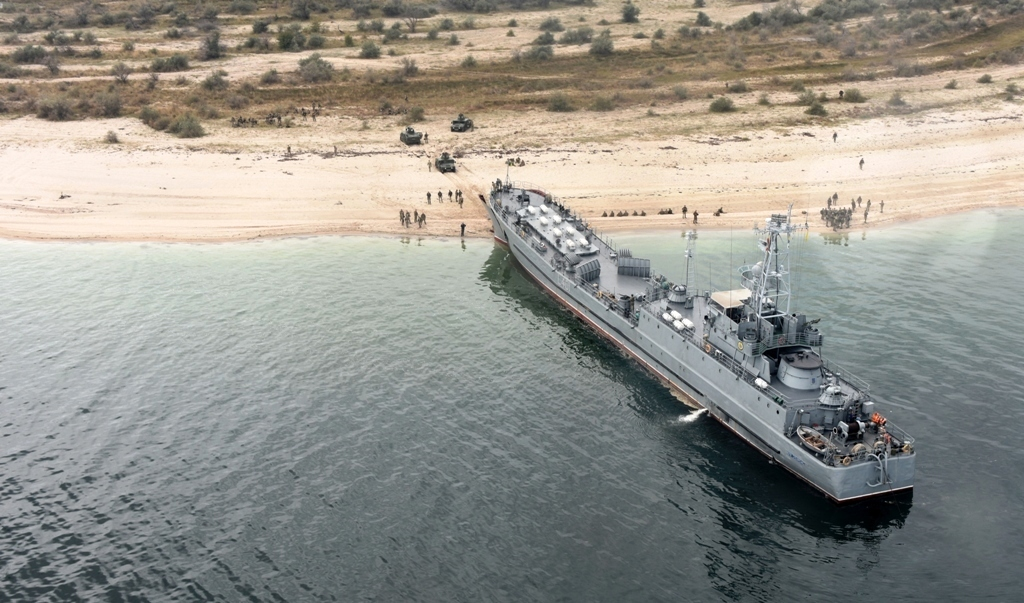